# Raszplokształtne
Raszplokształtne, aniołokształtne (Squatiniformes) – monotypowy rząd morskich ryb spodoustych z nadrzędu Squalomorphi, łączących cechy płaszczek i rekinów. W zapisie kopalnym są znane ze skamieniałości późnojurajskich. 

## Zasięg występowania
Występują w wodach całego świata w granicach szelfu kontynentalnego na głębokościach do 1300 m.

## Cechy charakterystyczne
Ciało w przedniej części spłaszczone grzbietobrzusznie, o długości do 2 m. Płetwy piersiowe szeroko skrzydłowato rozpostarte, a brzuszne podobne lecz znacznie mniejsze. Dwie płetwy grzbietowe przesunięte daleko do tyłu, bez kolców. Brak płetwy odbytowej. Pięć par szczelin skrzelowych. Oczy i tryskawki położone na wierzchniej części głowy. Gatunki jajożyworodne.

## Systematyka
Do raszplokształtnych zaliczana jest jedna rodzina:
- Squatinidae de Blainville, 1816 – raszplowate[5]

Opisano również rodzinę wymarłą:
- Pseudorhinidae Klug & Kriwet, 2012